# Rufat Riskiev
Rufat Asadovič Riskiev (in russo Руфат Асадович Рискиев?; Oqqurgan, 2 ottobre 1949) è un ex pugile uzbeko che ha gareggiato per l'Unione Sovietica.

## Palmarès

### Olimpiadi
- 1 medaglia:
  - 1 argento (Montréal 1976 nei pesi medi)

### Mondiali dilettanti
- 1 medaglia:
  - 1 oro (L'Avana 1974 nei pesi medi)